# Golok (rivier)
De Golok (Sungei Golok: rivier van de zwaarden) is een rivier die de grens vormt tussen Thailand en Maleisië, meer specifiek tussen de Thaise provincie Changwat Narathiwat en de Maleisische staat Kelantan. De rivier wordt door één brug overbrugd, de Maleisisch-Thaise vriendschapsbrug. In de moessontijd kan de rivier overstromingen veroorzaken.